# Câmara dos Digníssimos Pares do Reino
A Câmara dos Digníssimos Pares do Reino foi a câmara alta das Cortes Portuguesas, nomeada pelo monarca, durante a Monarquia Constitucional.
Esta assembleia dos pares do reino foi estabelecida antes da Guerra Civil Portuguesa. O rei nomeou um número da mais alta nobreza para a câmara. Era composta por 90 pares, que não têm um direito hereditário para sentar-se por descendência, mas foram nomeados pelo rei.
Com a aprovação da Constituição Portuguesa de 1826, foi criada a Câmara dos Digníssimos Pares do Reino, o segundo braço do poder legislativo do Estado ou câmara alta do parlamento, desde a Constituição portuguesa de 1826 até à revolução republicana de 5 de Outubro de 1910. 
A câmara existiu de 1826 a 1838 (quando foi temporariamente substituída pela Câmara dos Senadores) e novamente de 1842 a 1910, quando era conhecida como a Câmara dos Pares do Reino (Câmara dos Pares do Reino).

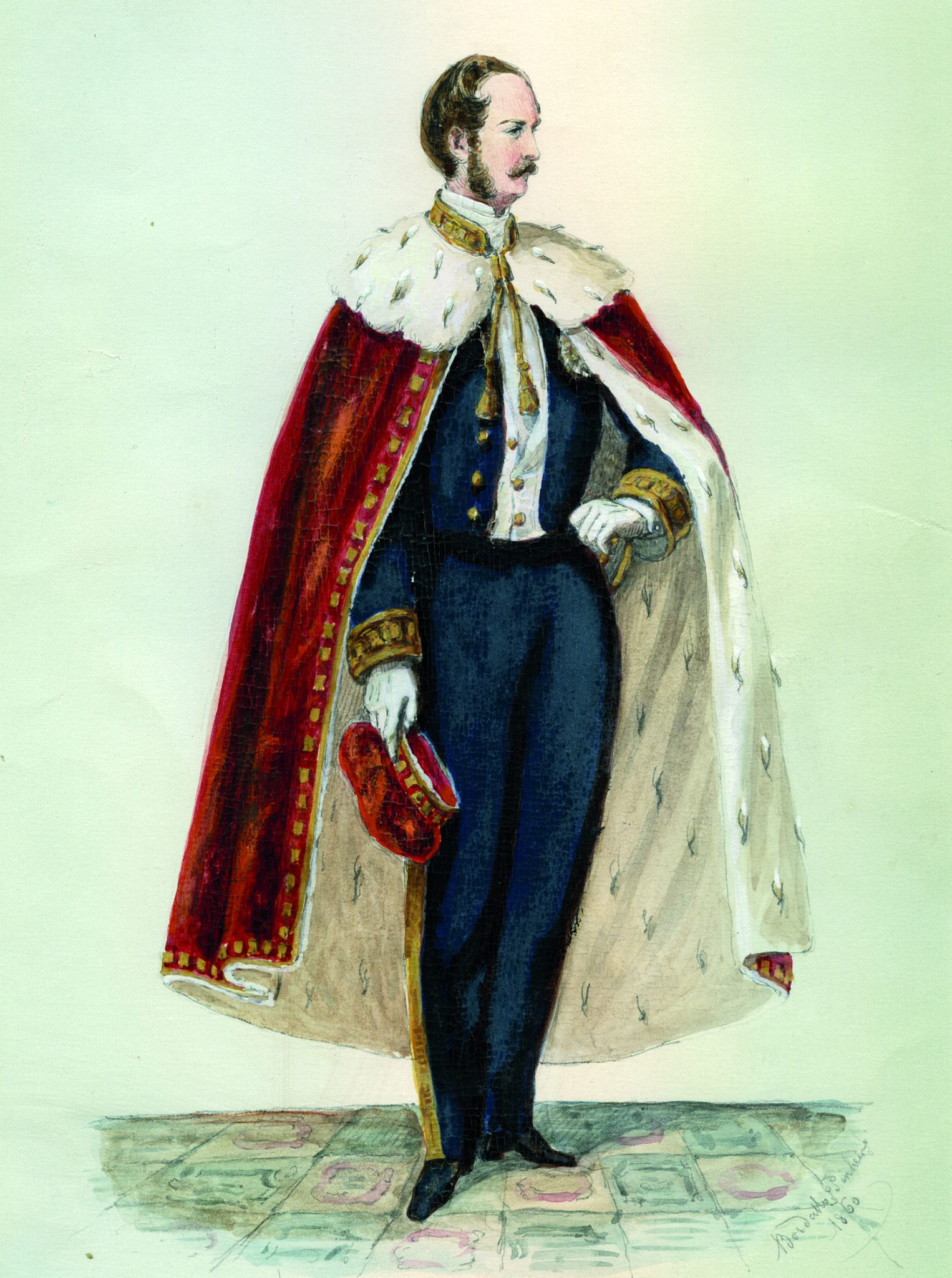
Uniforme dos Pares do Reino (1860).

Após a revolta de Costa Cabral em 1842, é instaurada de novo a Carta Constitucional de 1826, sendo restaurada a Câmara dos Pares do Reino. Com sessão inaugural a 10 de julho de 1842 — sessão real de abertura das cortes gerais — a Câmara dos Pares iria dar início às suas sessões, a 11 de julho, as quais só viriam a ser interrompidas pela revolução republicana de 1910. O número dos seus membros e forma de constituição foi variando ao longo dos tempos, existindo: os pares por direito próprio (príncipe real, infantes e pariato eclesiástico) de 1842 a 1910; o pariato hereditário (abolido de 1885 a 1895); o sistema misto de nomeação régia de 2/3 dos membros e 1/3 de membros eleitos em eleição indireta por um período de 6 anos (1885 a 1895). A Câmara dos Pares, para além das suas funções legislativas, reunia-se também em Tribunal de Justiça. A legislatura durava 4 anos e as sessões legislativas 3 meses. As sessões eram públicas ou secretas, diurnas e noturnas.
As sessões eram realizadas no Palácio de São Bento. O sucessor da Câmara dos Pares foi o Senado.